# Ранетки (телесеріал)
«Ранетки» — російський телесеріал, головними героями якого є учасниці групи «Ранетки».  Серіал почав зніматися в лютому 2008 року, прем'єра відбулася 17 березня 2008 року на телеканалі СТС. Виробництво кінокомпанії «КостаФильм».
З 15 лютого 2014 року по 9 червня 2014 року на каналі СТС Love транслювалися прем'єрні серії (були показані всі 6 сезонів - 340 серій). З 9 червня 2014 року по даний час виходять повторні серії на каналі СТС Love.

## Створення
Генеральний продюсер СТС В'ячеслав Муругов заявляє, що в даний час російська публіка чекає нових оригінальних ідей про наше, російське життя. Пошук російських тем привів його і президента СТС Олександра Роднянского до ідей серіалів  «Кадети», «Татусеві доньки», а також «Ранетки».
Ідея серіалу виникла після знайомства В'ячеслава Муругова з учасницями тоді ще маловідомої групи «Ранетки» (Муругов взяв кілька їхніх пісень для саундтреку серіалу «Кадети»). Сюжет серіалу почасти автобиографичен і знайомить глядачів з творчістю групи.

## Сюжет

### Перший сезон
Розповідь ведеться від імені Анни Прокопьевой, учениці 10 класу, недавно преїхала з Єкатеринбургу в Москву . Дівчина приходить в новий клас, де її спочатку зовсім не помічають. Вона закохується в скейтера Антона, на якого претендують практично всі дівчата школи. Паралельно з цим директор школи дає завдання фізрукові - зібрати музичну групу. Після довгих пошуків музикантів серед хлопців, виходить так, що утворюється дівоча група з п'яти різних дівчат - велелюбної Лери, чарівною Наташі, спортсменки Олени, відмінниці Жені і Ані. У другому сезоні Антон залишає школу і їде вчитися в морське училище.

### Другий сезон
У другому сезоні серіалу творці вирішили відійти від щоденникових записів і від оповідача в особі Анни Прокопьевой. Щоденник більше не використовується сценаристами для розшифровки почуттів головної героїні. Тепер всі «Ранетки» знаходяться на рівних умовах і ніяких головних ролей в їхньому колективі немає. По ходу серіалу виникають різні сюжетні лінії, пов'язані з різними персонажами. Неприємності в сім'ях «Ранеток» і співробітників школи змінюються радощами і щасливим вирішенням обставин. В ході другого сезону сценаристи використовували майже всі прийоми серіалу. Так, в одній із серій, Наташа Ліпатова і її мама виявилися викраденими бандитами, які до цього тероризували Олену Кулемін і змушували грати на боях без правил, заробляючи на цьому великі гроші.

### Третій сезон
У третьому сезоні розповідається про друге півріччя, прихід в колектив нової ранетки Нюти, дівчинки з інтернату, згодом усиновлена Борзовою та Шинським. Аня розлучається з Белутой і приймає його нові відносини з Нютой. Лера повертається з Англії. Попереду іспити і випускний, ранетки прощаються зі школою, а попереду у них зовсім нове життя, адже вони стали студентками Гнесінки.

### Четвертий сезон
Четвертий сезон серіалу зустрів шанувальників відсутністю половини другорядних персонажів, які так чи інакше були пов'язані з «Ранетками». Школа, яку навесні закінчили дівчинки, перетворилася на філію музичного училища імені Гнесіних. У новий музичний клас були зараховані учні з різних міст Росії. Дочка бізнесмена з Санкт-Петербурга, сільська дівчина, дівчинка з неблагополучної сім'ї, переможниця конкурсу краси, та інші. " Ранетки " всім складом вступили в музичне училище імені Гнесіних. Савченко відкриває музичний клас. Лера викладає вокал. Калерія стала заступником директора, а Маргарита (викладачкою сольфеджіо) стала завучем по музичній частині. Савченко звільняє Калерію і вона отруюється газом, але її рятує Милославський. Романовський відвіз її в лікарню. Лена залишається жити зі Степновим. А Лера відмовляється від Михайла на користь Гуцула.

### П'ятий сезон
Про «Ранеток» в цьому сезоні  згадується, лише в першому і п'ятнадцятому епізодах (частково). При цьому в серіалі з'являються нові герої - учасники реггі-поп-бенду «Балабама» (також реально існуюча музична група)  . На екран повертається Поліна Зеленова. Гуцул відмовляється від Лери на користь Поліни. Поліна влаштовується на роботу офіціанткою в кафе, і стає колегою Наді. Надя зустрічається з Глібом, але незабаром вони розлучаються. Зеленова потрапляє в лікарню ... У школу повертається Калерія. Лера їде до Пітера.

### Шостий сезон
Ранетки не беруть участі в серіалі. Фільм захоплює група «Балабама», у якій з'являється продюсер. У Калерії напружені відносини з Романовським. Жанна їде, але повертається. Папа Лери приїжджає з Пітера. Музичний клас святкує випускний.

## Основні персонажі
- Лера Новікова ( Валерія Козлова ) - дівчина з крутим норовом, постійно шукає пригод. Влюблива, чарівна, впевнена в собі, весела, так само Лера буває легковажна і прямолінійна. Невиправна оптимістка, ударниця і солістка групи «Ранетки», деякий час навчається музичного мистецтва в Англії, але потім повертається назад. Пізніше стала вчителькою по вокалу в її переформатованій школі. Дуже сильно змінилася, випрямила волосся і зменшила свій палкий норов.
- Наташа Ліпатова ( Наталія Мильниченко ) - соло-гітаристка групи, в серіалі має досить непростий характер, категорична, емоційна, іноді буває егоїстичною, але в душі дуже романтична і чутлива дівчина. На початку серіалу закохана в друга дитинства Антона ( Артур Сопельник ), через що часто конфліктує з Анею, теж в нього закоханої. Потім вона знайомиться з художником Юрою, в якого також закохується. Далі вона дізнається, що Юра хворий на СНІД. Дізнавшись про його смерть, Наташа втрачає дар мови, але після знову його знаходить. Коли ж з'ясувалося, що Юра живий і у нього інша дівчина, Наташа робить мудро - залишається його другом і бажає їм щастя.
- Аня Прокоп'єва ( Анна Руднєва ) - ритм-гітаристка, дівчина вразлива, розуміюча, романтична і м'яка. У першому сезоні дуже переживає через розрив своїх батьків. Закохана в першому сезоні в Антона, пізніше в Матвія, в третьому зустрічається зі Степаном Белутою, але бачачи, що він любить Нюту, поступається їм.
- Лена Кулемін ( Олена Третьякова ) - в серіалі, як і в житті Олена - розважлива, серйозна і відповідальна дівчина, спортсменка. Живе з дідом Петром Никаноровичем Кулеміним, так як батьки працюють і живуть в Нігерії. У Олени непрості відносини з фізруком Степновим, але вони долають труднощі і вже в третьому сезоні «офіційно» зустрічаються.
- Женя Альохіна ( Євгенія Огурцова ) - клавішниця групи, відмінниця, дуже розумна і старанна дівчина, поступлива і м'яка, проте часто «бунтує». У третьому сезоні конфліктує з батьками через те, що ті проти її вступу до музичного училища імені Гнесіних, проте потім мириться з ними.
- Нюта (Аня) Морозова ( Анна Байдавлетова ) - дівчинка з дитячого будинку, добра, цілеспрямована, наполеглива, сором'язлива. Спочатку фанатка групи «Ранетки», пізніше навчилася грати на ударних і зайняла місце Лери, яка поїхала навчатися музичного мистецтва в Англії. Через це її часто били хлопці з дитбудинку. Потім Нюту удочерили Борзова та Шинський, і вона разом з іншими «Ранетками» вступила до музичного училища імені Гнесіних .

## «Ранетки» в серіалі
За задумом, героїнями серіалу є дівчата з реальною поп -групи - « Ранетки ». Імена та музичні інструменти, на яких грають дівчата, відповідно реальним.
- Аня - ритм-гітара, вокал, вірші до пісень
- Наташа - соло-гітара, музика до пісень
- Нюта - перкусія, ударні
- Лена - бас-гітара, вокал, автор тексту пісень «Я піду» і «Лети Лети»
- Женя - клавішні, вокал, автор тексту пісні «Насолоджуйся»

У листопаді 2008 року групу « Ранетки » залишає солістка Лера Козлова. У грудні до складу групи була включена нова учасниця Нюта Байдавлетова . У лютому 2009 року PR-служба СТС розповсюдила новину про те, що нова учасниця групи Нюта також почала зніматися в серіалі.
Незважаючи на те, що Лера Козлова почала сольну кар'єру без групи «Ранетки», вона продовжила зніматися в серіалі  .

## Інші персонажі

### Школа

#### Учні школи / молодь
- Станіслав Комаров - Стас Шмельов - Добре вчиться, любить читати реп.
- Антон Маркін - Артур Сопельник - Любив кататися на скейті, але пошкодив ногу. Живе з мамою і молодшою сестрою. Пізніше покинув школу, де навчалися ранетки, для навчання в морському флоті.
- Борис Южин - Арсеній Постнов.
- Ігор «Гуцул» Гуцулів - Дмитро Тихонов. Лідер і засновник групи "Балабама".
- Микола Платонов - Артем Лиско . Кращий друг Жені. Любить показувати фокуси.
- Степан Белута - Павло Сердюк.
- Михайло Семенов - Юрій Яковлєв .
- Поліна Зеленова - Яніна Студіліна . Колишня фотомодель. Працювала в кафе Шинський. Намагалася закінчити життя суїцидом.
- Рита Лужина - Лінда Табагарі. Раніше була найкращою подругою Поліни Зеленової, але пізніше перестала з нею спілкуватися.
- Ольга Лебедєва - Тамта Лано .
- Інеса Стародубцева - Тетяна Науменко .
- Михайло Юрійович Кожевников-Романовський - Максим Амельченко . Учасник Балабама. Біологічний син Романовського.
- Олександр Федорович Щукін - Олексій «Хитман» Черномордик .
- Кіра Валентинівна Мішина - Алла Подчуфарова .
- Олексій Смирнов - Василь Ликшін .
- Арсеній Ратов - Арсеній Гур'янов . Перейшов в музичний клас з Суворовського військового училища. Колишній хлопець Тоні. Барабанщик групи "Балабама".
- Марина Шестакова - Дар'я Носик .
- Аріна Шестакова - Катерина Носик . Вступила на перекладача, але пізніше зрозуміла, що хоче вчиться з сестрою в музичному класі.
- Жанна Рябоконеве - Вікторія Чернишова .
- Іван Черепанов - Артем Богучарський . Легковажний хлопець. Хоче заробити якомога більше грошей, причому не завжди чесним шляхом. Був відправлений до колонії.
- Юлія Мілановіч - Марія Афанасьєва . Дочка заможного бізнесмена. була закохана в Сашу, через що батько відправив її в Пітер.
- Галина Назарова - Анна Куркова . Дівчина з села. Любить співати, особливо в народному стилі.
- Роман Громов - Антон Аносов . "Комп'ютерний геній", захоплюється звукозаписом., Непогано грає на бас-гітарі.
- Антоніна Юріївна Петрова - Маргарита Іванова .

#### Педагогічний колектив
- Микола Павлович Савченко (директор школи, вчитель фізики з 1 сезону) — Валерій Баринов. Носить прізвисько «Шрек».
- Людмила Федорівна Борзова-Шинська (завуч, вчитель математики (з 1 сезону), мати Октябрины, прийомна мати Нюты) — Елена Борзова. Раніше була суворою вчителькою, яка ненавидить рок, але зараз звичайний вчитель, з радянськими поглядами на життя. Захоплюється астрологією.
- Зоя Семёновна Кац-Новикова (вчитель біології 1-3 сезон, мачуха Лери) — Елена Галлиардт. Займається репетиторством. Брала участь в шкільному ансамблі «Дички».
- Ірина Ренатовна Каримова (вчитель хімії 1-3 сезон) — Ольга Недоводина.
- Игорь (Дмитро) Ильич Розповідей (вчитель історії 1-3 сезон) — Олександр Стефанцов. Брав участь у шкільнім ансамблі «Дички».
- Віктор Михайлович Степнов (вчитель фізкультури 1-3 сезон, коханий Лени Кулеминой (3-4 сезон)) — Віталій Абдулов.
- Агнесса Юрьевна Круглова (вчитель музики 1-2 сезон) — Галина Лебедева. Боїться,  що Савченко звільнить її через  пенсійний вік. Брала участь у шкільному ансамблі «Дички».
- Елизавета Матвеевна Копейкина (вчитель літератури і російської мови 1-2 сезон) — Галина Польських.
- Калерия Викторовна Разина-Романовская (вчитель географії 2, 4, 5, 6 сезону (Останній акорд), директор розформованої  школи (2 сезону), завуч по музичній частині 4 сезону) — Ольга Спиркина. Колись була суворою, але пізніше змінилася.
- Мирослав Николаевич Милославский (вчитель літератури з 2 сезону) — Єгор Рибаков. Прийшов з розформованої школи. Має алергію на алкоголь.
- Віктор Львович Шинский (вчитель історії, батько Октябрини, батько Нюти (з 3 сезону)) — Арніс Ліцитіс.
- Вікторія Дмитриевна Шубина (вчитель фізкультури, мати Белуты 2-3 сезон) — Світлана Свібільська.
- София Сергеевна Денисова (вчитель хімії 3-4 сезон) — Катерина Астахова.
- Маргарита Дмитриевна Чернявская (викладач сольфеджіо в 4 сезоні, завуч по музичній частині з 5 сезону) — Катерина Конисевич. Конкурувала з Наденькою за звання дівчини і жінки Глеба.
- Глеб Сергеевич Зайців (викладач музичного класу з 4 сезону) — Андрій Самойлов.
- Евгений Валентинович Марков (вчитель хімії з 4 сезону) — Максим Радугин. Колись викладав в школі, де Калерия була директором. Класний керівник музичного класу.
- Валерія Андреевна Новикова (як викладач музичного класу у 4-5 сезонах) — Валерія Козлова.

#### Працівники школи
- Яна Іванівна Малахова, психолог - Ірина Томська .
- Світлана Михайлівна Уткіна (Світланка), бібліотекар - Анна Марліоні - Пробувала себе в якості Емо і гламуру. Була закохана в Степнова, пізніше - в Милославського. У підсумку зрозуміла. що любить тата Кіри - Валентина Мишина, і залишилася з ним.
- Олена Петрівна Сорокіна, завідувач господарською частиною - Ольга Прохватило .
- Петро Степанович, охоронець - Сергій Стьопін - Любить розгадувати кросворди і смачно поїсти.
- Тітка Ліда, прибиральниця - Галина Стаханова - Колись служила кухарем на військовій базі. Чемпіонка серед співробітників по триманню швабри на вказівному пальці.

### Батьки / Родичі / Дорослі
- Михайло Прокоп'єв, батько Ані - Євген Редько
- Ірина Прокоп'єва, мати Ані - Ірина Черіченко
- Ольга Ліпатова, мати Наташі - Олена Мольченко
- Андрій Новіков, батько Лери - Вадим Андрєєв
- Петро Никанорович Кулемін (дід Олени) - Михайло Чигарев
- Єлизавета Альохіна, мати Жені - Наталя Третьякова
- Володимир Альохін, батько Жені - Олександр Нікулін
- Наталя Кулемін, мати Олени - Антоніна Венедиктова
- Микита Кулемін, батько Олени - Сергій Бездушний
- Світлана Маркіна, мати Антона - Ніна Персіянінова
- Агаша Маркіна (сестра Антона) - Поліна Лунегова
- Емілія Карпівна Зеленова (бабуся Поліни Зеленова) - Людмила Дребнёва
- Єлизавета Федотова - Анастасія Калманович
- Борис Лагуткін (батько Наташі) - Юрій Коренєв
- Октябрина Шинський-Суханова (дочка Борзова та Шинський) - Анастасія Шеховцова
- Артем Суханов (чоловік Октябрини) - Сергій Комаров
- Надія Гущина (двоюрідна сестра Лери Новікової) - Вікторія Алашеева
- Любов Кирилівна Гущина (мати Наді, повар в школі) - Наталя Унгард
- Павло Жданов (колишній інспектор ДАІ) - Олег Комаров
- Василь Белута (батько Степана Белути) - Олексій Огурцов
- Мати Нюти (біологічна) - Юлія Полинська
- мати Семенова - Світлана Чернова
- Валентин Мішин, батько Кіри - Володимир Виноградов
- Діна Ігорівна Мішина, мати Кіри - Галина Шевякова
- Батько Поліни Зеленова - Дмитро Готсдінер
- Романовський Юрій Аркадійович (директор Гнесінки) (Батько Михайла) - Дмитро Ячевський
- Тетяна Петрова, мати Тоні - Галина Петрова
- Віолетта Петрова (сестра Тоні) - Ольга Зіньківська
- Юрій Олексійович Петров (батько Тоні) - В'ячеслав Баранов
- мати Вані - Ольга Демидова
- Володимир Шестаков (лікар, батько Аріни і Марини) - Георгій Мартиросян
- Олександра Шестакова (мати Аріни і Марини) - Ірина Сєнотова
- Федір Щукін, батько Саші - Віктор Супрун
- Михайло Мілановіч, батько Юлі - Андрій Андрєєв
- Батько Роми - Владислав Сич
- Мати Роми - Марина Куделінська
- Оксана Миронівна Ларіна - Марина Блейк. Продюсер "Балабама".
- Олексій Ларін - Єгор Барінов. Батько Ніни, чоловік Ларіної.
- Ларіна Ніна Олексіївна - Тетяна Казючиц. Дочка Ларіної, дівчина Михайла

### Інші персонажі
- Машков (авторитет) - Михайло Колядин
- Леха (міліціонер-стажист) - Ігор Гудєєв
- Єгор - Костянтин Третьяков
- Діна - Вероніка Іващенко
- Керівниця секти «Веселка» - Олена Ласкава
- Маша ( «Пекуче сонце») - Олена Антипова
- Галицький (поет) - Олександр Шатохін
- Бізон (хлопець Лери) - Євген Власенко
- Антоніна Григорівна (директор дитбудинку) - Тетяна Косач-Бриндін
- Ділок Іван - Віталій Кудрявцев
- Ділок № 2 - Ростислав Королькевіч
- Русланчик - Антон Ельдаров
- продюсер Єви - Андрій Лебедєв
- Максим - Юрій Квятковський
- Тамара (ясновидиця) - Зінаїда Матросова (119)
- Єва (співачка) - Лада Маріс
- Толик (звукорежисер) - Олександр Спиридонов
- мати дівчинки, яку врятували пісні Ранеток - Ольга Мюнхаузен
- Вадим (Женін репетитор з англійської мови) - Віталій Кузьмін
- Матвій - Ніл Кропалов
- Юра - Митя Горевий
- адміністратор в перукарні - Ірина Померанцева
- Вольдемар (аферист-шахрай) - Володимир Малков
- Тамара (аферистка, спільниця Вольдемара) - Тетяна Аугшкап
- Валерій (бізнесмен, чоловік Віолетти) - Юрій Горбач
- Інна (коханка Володимира Шестакова) - Валерія Забегаева
- Варвара Микитівна (мама Милославського, вчителі літератури) - Олена Мельникова

## Сезони
17 березня 2008 року на телеканалі СТС почався перший сезон серіалу.  У цю трансляцію увійшли 20 серій і фільм про зйомки, в якому розповідалося про перший акторський досвід «Ранеток», про акторів серіалу, про курйозні випадки на майданчику, про те як все починалося і про те, що чекає глядачів у продовженні.
За час літнього періоду було відзнято продовження серіалу , і 1 вересня 2008 року відбулася прем'єра 2-го сезону, що включав в себе 80 серій (серії 21-100).
У лютому 2009 року почали знімати 3 сезон серіалу. З 18 березня по 19 червня 2009 він транслювався на СТС. Всього вийшло 65 серій (серії 101-165).
31 серпня 2009 року відбулася прем'єра четвертого сезону. 13 листопада 2009 року показали заключну, 55 серію 4 сезону (220 серію).
1-4 сезони серіалу мали високі рейтинги на каналі СТС  .
28 червня 2010 року на СТС почався показ п'ятого сезону (серії 221-260). Однак нові серії не зібрав потрібних рейтингів, і показ серіалу був перенесений з 21:00 на 16:30.
6 сезон (серії 261-340) на СТС ні показаний (він вийшов тільки в 2014 році на телеканалі СТС Love ). 
| Сезон | Сезон | Епізоди            | Період трансляції                  |
| ----- | ----- | ------------------ | ---------------------------------- |
|       | 1     | 1—20 (20 серій)    | 17 березня 2008 — 17 квітня 2008   |
|       | 2     | 21—100 (80 серій)  | 1 вересня 2008 — 16 березня 2009   |
|       | 3     | 101—165 (65 серій) | 18 березня 2009 — 19 червня 2009   |
|       | 4     | 166—220 (55 серій) | 31 серпня 2009 — 13 листопада 2009 |
|       | 5     | 221—260 (40 серій) | 28 червня 2010 — 30 вересня 2010   |
|       | 6     | 261—340 (80 серій) | 2014 — 9 червня 2014               |

## Знімальна група
| Продюсери'' - Александр Роднянский - В'ячеслав Муругов - Константин Кикичев - Ігор Шаров | Режисери - Сергей Арланов - Валентин Козловский - Карен Захаров - Олег Смольников - Андрей Головков | Сценаристи - Татьяна Донская - Ольга Шевченко - Наталья Назарова - Валентина Тиводар - Игорь Шаров - Алёна Головаш - Елена Медведева - Светлана Нестерова | Оператори - Андрій Баранов - Максим Белоусов - В'ячеслав Сотников | Композитори'' - Сергій Мильниченко - «Ранетки» - Андрей Губин | Художники - Сергей Бржестовский - Віталій Трофимов |

## Премія
Музична композиція «Ангели», написана групою для серіалу і звучить в його заставці, отримала премію Муз-ТВ 2009 в номінації «Кращий саундтрек» 

## Реклама
У серіалі активно використовує вірусний маркетинг і «продукт-плейсмент» — рекламуються тампоны o.b., креми Nivea, телефони Nokia Express Music.